# Eberhard (książę Bawarii)

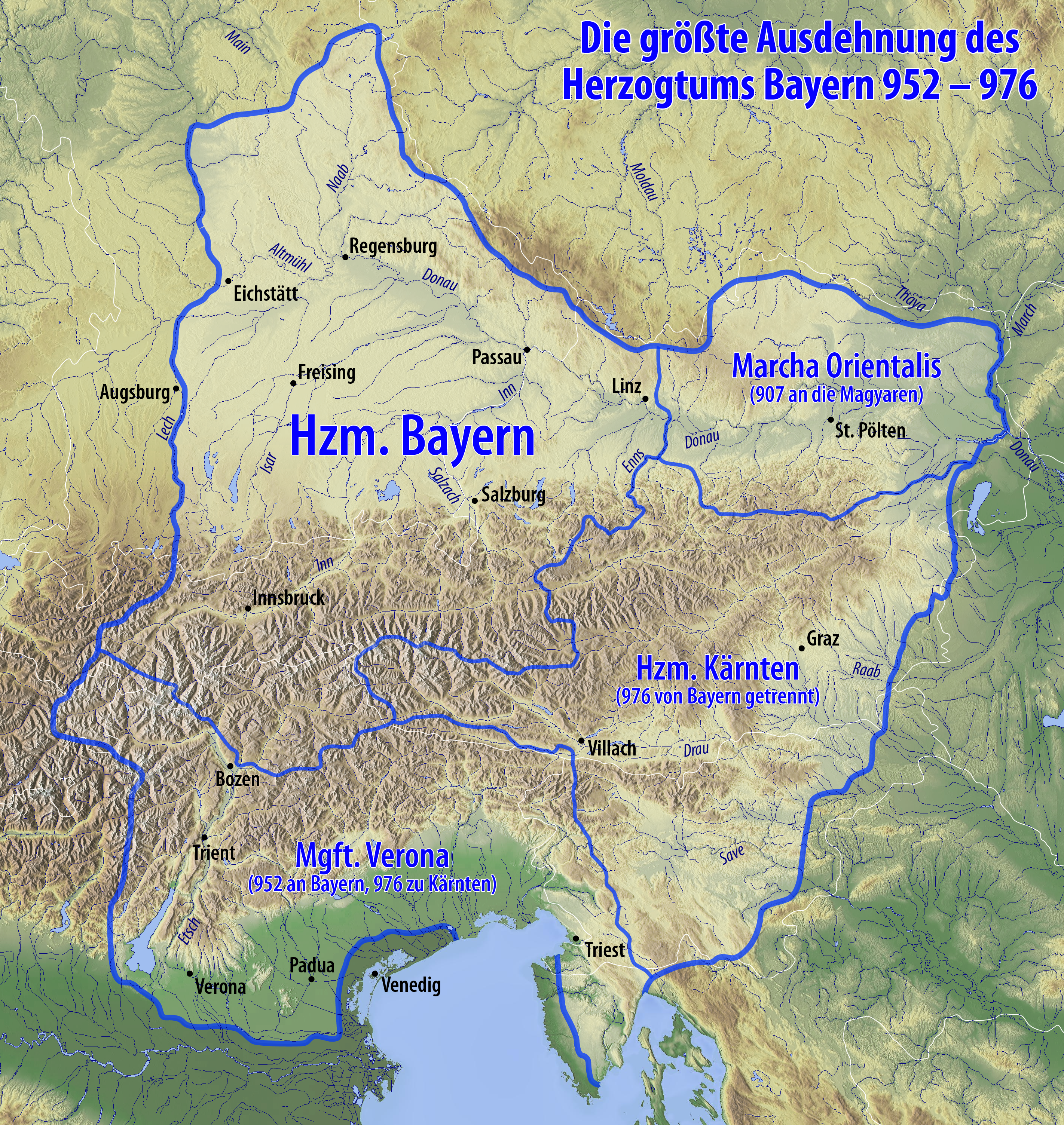
Obszar, który objął Eberhard oraz sąsiednie tereny

Eberhard (ur. 905/910, zm. po 938 roku) – książę Bawarii w latach 937–938, przedstawiciel dynastii Luitpoldingów.
Był najstarszym synem Arnulfa I Złego i prawdopodobnie Judyty z Friulu (córki Eberharda z Friulu), a zarazem wnukiem założyciela dynastii Luitpolda. Miał piątkę rodzeństwa, w tym Arnulfa II, palatyna Bawarii, oraz Judytę, żonę Henryka I Ludolfinga.
W 933 lub 934 roku, gdy wraz z ojcem wyruszył do Włoch, Eberhardowi zaproponowano żelazną koronę ze względu na pochodzenie po kądzieli od dynastii Unrouchingów (jej przedstawicielem był zmarły w 925 Berengar I z Friulu). Jego kandydaturę wspierali zwolennicy Rudolfa II Burgundzki, będący w opozycji do króla Hugona z Arles. Gdy Rudolf zrzekł się swych roszczeń, Eberhard ze zwolennikami (w tym biskupem Werony Ratheriusem) rozpoczął marsz na Weronę. Ta ekspedycja się jednak nie powiodła. W 935 roku jego ojciec zatwierdził go jako następcę tronu przy zgodzie lokalnej szlachty. Mniej więcej w tym czasie poślubił Liutgardę (ok. 920–960).
Po śmierci Arnulfa w 937 roku bez problemów objął tron bawarski, ale szybko popadł w konflikt z nowym cesarzem Ottonem I. Ten ostatni sprzeciwiał się, by Eberhard odziedziczył przywileje, które na przestrzeni 30 lat panowania wywalczył sobie jego ojciec (zwłaszcza specjalny traktat Henryk I Ptasznik–Arnulf I z 921, dający m.in. możliwość samodzielnego mianowania biskupów). Otto zorganizował przeciw bawarskiemu księciu dwie wyprawy, latem i jesienią 938 roku. Ta druga pozwoliła na jego obalenie i obsadzenie księstwa Bawarii lojalnym stryjem Eberharda, księciem Karyntii Bertoldem.
Według sprzecznych teorii Eberhard mógł umrzeć w 940 roku lub właśnie wówczas uciec na Węgry, gdzie miał jeszcze walczyć z Ottonem w 953. Być może miał dzieci; wówczas miały by być to Wigfrid, biskup Verdun (zm. 985), oraz Wigburga, żona Hartwiga, palatyna Isengau, Salzburga, Freising i Karyntii.